# Новчаник
Новчаник, је мала, танка футрола која се користи за чување личних ствари попут новца, кредитних карица, идентификационих докумената (возачка дозвола, лична карта, чланска карта, итд.), фотографија, белешки и осталог. Новчаници су углавном направљени од коже, или тканине, и углавном су величине џепа, како би могли стати у исти, али не и увек.

## Етимологија
Реч "новчаник" се користи још од четрнаестог века, означавајући врећу за ношење списа. Стара грчка реч kibisis, која је описивала врећу коју је носио Хермес и врећу у којој је митски херој, Персеј, носио одсечену главу Медузе, је преведена као "новчаник“. Коришћење речи новчаник у данашњем значењу значи "танка футрола за ношење папирног новца, картица и осталих личних ствари“.